# Charles Ribeyrolles
Charles Ribeyrolles, né à Aynac (Lot) le 16 février 1812 et mort à Rio de Janeiro le 1er juin 1860, est un écrivain, journaliste républicain français et compagnon d’exil de Victor Hugo.

## Enfance
Charles Ribeyrolles naît dans une famille de petite noblesse du Quercy en février 1812 de Claude Jeanne de Montmaur et de Jean-Charles Ribeyrolles de Roumégoux. Son acte de naissance est établi à Aynac le 18 février 1812, mais son extrait de baptême indique le 16 février. Selon la coutume, il serait né chez les parents de sa mère à Loupchat (lieu-dit à environ 2 km au nord-est de Martel), puis déclaré ensuite à Aynac, lieu de résidence de son père.
Il fait ses études au collège de Cahors, puis au petit séminaire de Monfaucon en se destinant aux ordres.
À 18 ans, en 1830, au moment de la Révolution de Juillet, il part à Paris, en mauvais termes avec sa famille. Il y mène une vie difficile, mais il est en contact avec les cercles politiques et littéraires.

## Le journaliste républicain
Il publie en 1832 une réponse à Barthélemy à propos de la Némésis, hebdomadaire satirique.
En 1840, il collabore à la Revue de France, journal proche du parti républicain. Il y publie des études sur Mirabeau, Sieyès et Chateaubriand,.
Il part à Toulouse et devient l’un des principaux rédacteurs du journal l'Émancipation,.
En 1846, il retourne à Paris pour travailler au journal républicain La Réforme. En février 1848, il remplace au poste de rédacteur en chef Ferdinand Flocon appelé au gouvernement provisoire de 1848. La même année, il est candidat dans le Lot à l’élection des députés de Assemblée constituante, mais il n’est pas élu. De même, il se présente aux élections législatives de 1849.
À la suite de la manifestation aux Arts et Métiers de la journée du 13 juin 1849, Charles Ribeyrolles est jugé par contumace par la Haute Cour de justice de Versailles. Il est condamné à la déportation et désigné pour Cayenne. En fuite, il échappe à la police et se réfugie chez le sénateur Pierre Joigneaux à Passy. Il lui donne des consignes pour la direction du journal La Réforme pendant son absence qu’il espère de courte durée. Il s’exile ensuite en Angleterre.
Après le coup d’État du 2 décembre 1851 de Napoléon III et l’instauration du Second Empire, le journal La Réforme sera interdit.

## Exil

### Exil à Jersey
Charles Ribeyrolles s’exile à Londres puis, après le coup d’État du 2 décembre 1851, sur l’île de Jersey. Bientôt après, le colonel italien Pianciani (en), révolutionnaire déterminé, lui donne la rédaction en chef du journal hebdomadaire des proscrits : L’Homme, Journal de la Démocratie Universelle, œuvre curieuse dans son genre de vengeance et de bataille. À Jersey, il mène une vie relativement agréable ; recherché de tous, il se rencontrait à la table frugale de l’exil avec Pierre Leroux, Xavier Durrieu, Sandor Teleki, Kesler, Charras, etc. ; et souvent, le soir, assis au foyer cordial de Victor Hugo, il éblouissait la famille et les hôtes du poète des étincelles de son esprit, ou les émouvait en lisant un chapitre de son roman épique, les Filles de Milton, qui a dû rester inachevé comme son Histoire des Jacobins, publiée en feuilletons dans la Réforme de 1849, et précédée d’une introduction remarquable.
L’exaspération dans laquelle le coup d’État du 2 décembre l’avait jeté se traduisit par un pamphlet intitulé les Bagnes d’Afrique - Histoire de la transportation de décembre, publié en 1853, où il dénonce la répression violente des républicains et démocrates aux premiers jours du Second Empire.

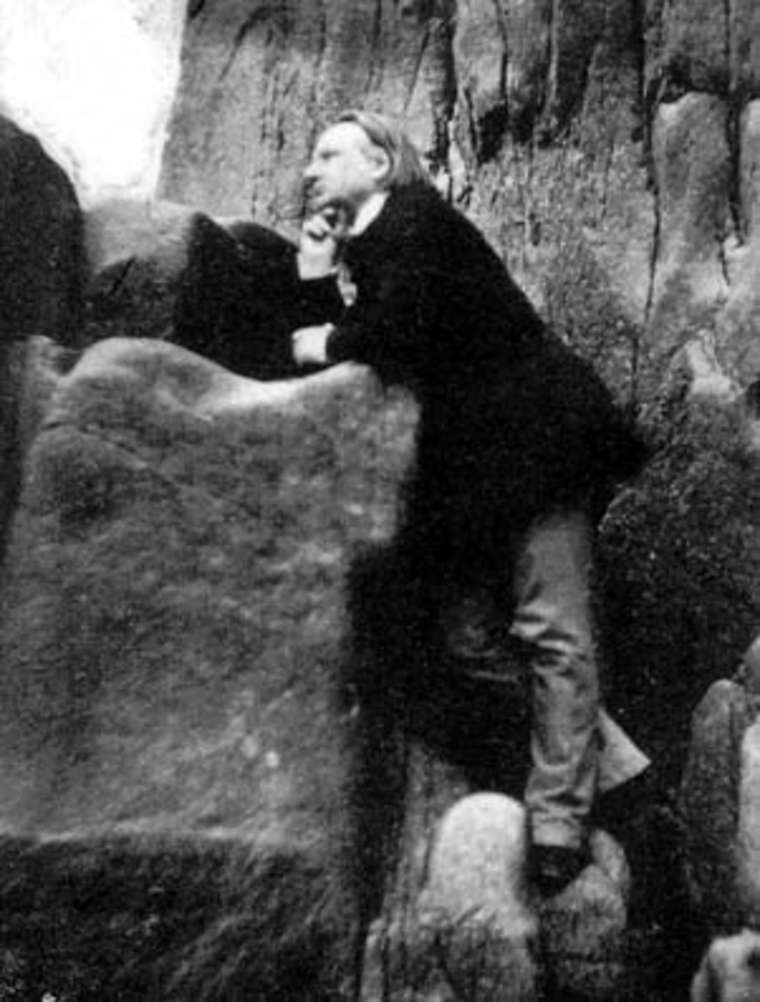
Victor Hugo exilé à Jersey.

Il se lie d’amitié avec un autre proscrit, Victor Hugo, qui lutte aussi contre Napoléon III et son régime. Victor Hugo cite Ribeyrolles dans plusieurs de ses ouvrages :
- Les Châtiments (1853) : « Bagnes d’Afrique ! enfers qu’a sondés Ribeyrolles[9] ! »
- Actes et paroles - Pendant l’exil (1875) : « Il a eu autour de lui d’intrépides compagnons d’épreuve, obstinés au devoir, opiniâtres au juste et au vrai, combattants indignés et souriants ; cet illustre Vacquerie, cet admirable Paul Meurice, ce stoïque Schœlcher, et Ribeyrolles, et Dulac, et Kesler, ces vaillants hommes, et toi, mon Charles, et toi, mon Victor[10]… »
- L’Archipel de la Manche (1883) : « Ribeyrolles, qui est allé mourir au Brésil, écrivait à bâtons rompus, dans son séjour à Guernesey, un mémento personnel des faits quotidiens[11]… »

Le 15 octobre 1855, Félix Pyat ayant publié, dans le journal L’Homme, une lettre inconvenante envers la reine d’Angleterre Victoria, les habitants de Saint-Hélier, saisis d’un accès de dévotion monarchique, firent contre les exilés une émeute, où le sang faillit couler, et que Vacquerie, témoin oculaire, a racontée dans ses Miettes de l’Histoire. Dès le surlendemain, le connétable enjoignit, au nom du gouverneur, à Ribeyrolles, au colonel Pianciani et à Thomas, vendeur du journal, de quitter l’ile de Jersey dans les six jours. Le 17, Victor Hugo et trente cinq autres proscrits protestent par voie d’affichage et dans la presse. Le 27, Hugo doit lui aussi quitter Jersey avant le 2 novembre. (Voir Actes et paroles - Pendant l’exil dans WikiSource)

### Exil à Londres
Fin 1853, revenu à Londres sans gagne-pain, et quoique toutes les bourses lui fussent ouvertes, il y demeura près de trois années dans une gêne voisine de la misère, car, comme l’a rapporté Vacquerie, « sa délicatesse exquise refusait toutes les offres. » Il rend quelquefois visite à Victor Hugo maintenant exilé à Guernesey. Il ne fallait rien moins que la nécessité absolue d’améliorer sa condition pour le décider à franchir l’Océan, pour gagner Rio de Janeiro au Brésil.

### Exil et mort au Brésil
En 1858, Victor Frond fait venir, à ses frais, Charles Ribeyrolles, rencontré lors de la rédaction des Bagnes d’Afrique au Brésil, et le charge d’écrire le documentaire social du Brésil pittoresque ou Brasil Pitoresco, livre en deux langues, le français et le portugais magnifiquement exécuté, dont lui-même fournira l’inventaire photographique, qui figurera à l’Exposition universelle de Londres et où, selon les connaisseurs qui font autorité, s’est surpassé lui-même.
Amnistié le 16 août 1859, il succombe, quelques jours avant son retour en France, le 1er juin 1860, soit à la fièvre jaune, soit à une hémorragie interne post-opératoire. Comme écrivain, il avait le trait plus mordant que Marrast, moins d’atticisme, plus d’éloquence. Il s’est épuisé à la tâche, dépensant des facultés merveilleuses, qui se sont perdues dans les feuilles refroidies de l’Émancipation de Toulouse et de la Réforme de Paris. Ses articles rempliraient des volumes, mais il composa également quelques romans, les Filles de Milton,, le Sorcier de Rocamadour et il a laissé une Histoire des Jacobins inachevée.
Victor Hugo rédige son épitaphe qui sera gravée sur sa tombe au cimetière de Catumbi à Rio de Janeiro :
À Charles Ribeyrolles.

Il accepta l’exil ; il aima les souffrances ;

Intrépide, il voulut toutes les délivrances ;

Il servit tous les droits par toutes les vertus ;

Car l’idée est un glaive et l’âme est une force,

Et la plume de Wilberforce

Sort du même fourreau que le fer de Brutus.
— Victor Hugo, 4 novembre 1860

## Publications
- Les Bagnes d’Afrique - Histoire de la transportation de décembre, Londres, 1853.
- Le Brésil pittoresque ou Brasil pitoresco - histoire, description, colonisation, accompagné d’un album de photos, panoramas, paysages et costumes de Victor Frond, Paris, Imprimerie Lemercier, 1861.
- Les Compagnons de la mort, révolte de Masaniello en 1647, Paris, F. Sartorius, 1863, in-16[16].